# Brule River (Oberer See)
Der Brule River ist ein 65 Kilometer langer Fluss im Cook County im Nordosten des US-Bundesstaats Minnesota.

## Verlauf
Der Brule River hat seinen Ursprung im Vista Lake in der Boundary Waters Canoe Area Wilderness unweit der Grenze zu Kanada. Der Fluss durchfließt den nördlich angrenzenden Horseshoe Lake und verlässt diesen in östlicher Richtung. Er wendet sich später nach Süden. Er durchfließt den See Northern Light Lake und behält seine Fließrichtung nach Süden bei.
Schließlich mündet der Brule River 25 Kilometer nordöstlich von Grand Marais in den Oberen See.

## Wasserfall Devil's Kettle

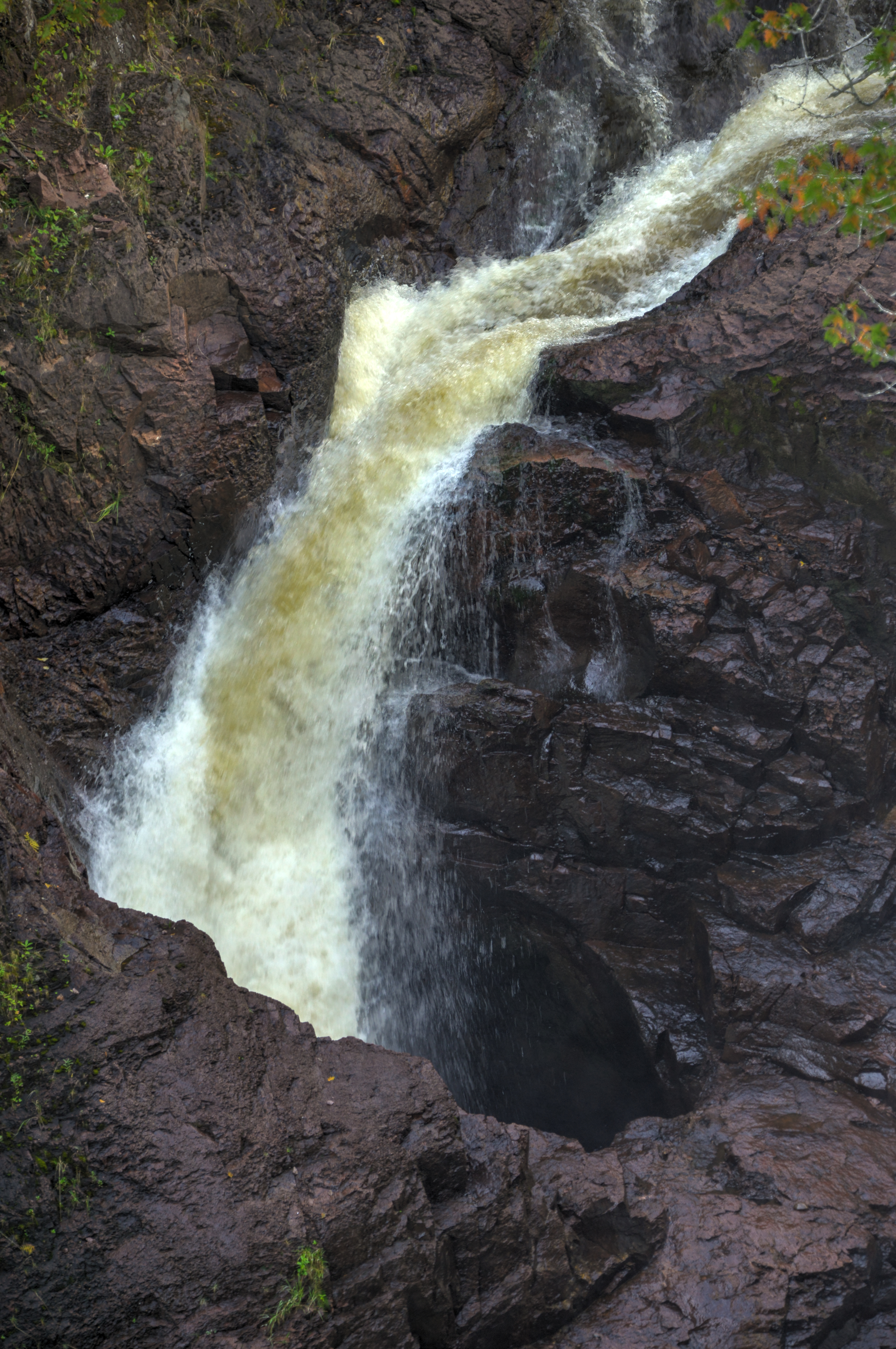
Das Strudelloch des Devil's Kettle.

Im Judge C. R. Magney State Park überwindet der Brule River einen ungewöhnlichen Wasserfall, der als Devil’s Kettle bezeichnet wird. Etwa zweieinhalb Kilometer vor der Mündung in den Oberen See fließt der Fluss über einen Felsvorsprung, der aus Rhyolith, einem harten, vulkanischen Gestein, besteht. Dort teilt sich der Brule River in zwei Ströme auf, von denen der östliche etwa 15 Meter tief in üblicher Art und Weise in ein Wasserbecken stürzt, aus dem der Fluss weiter verläuft. Der westliche Strom fließt in einen Kolk – einem relativ großen Strudelloch – und scheint augenscheinlich darin zu verschwinden. Lange Zeit galt als unbekannt, wo das Wasser des Brule River, welches in das Strudelloch fließt, verbleibt. Gegenstände, die bspw. in das Loch geworfen wurden, kamen nicht wieder zum Vorschein. Vermutet wurde hierzu, dass das Wasser in einer unterirdischen Höhle weiterfließt. Gegen eine etwaige Karsthöhle spricht jedoch das harte Vulkangestein und gegen eine Lavaröhre – infolge abgekühlter Lava – das Gesteinsmaterial Rhyolith, bei dem keine Lavaröhren entstehen. Gegen die Theorie einer Verwerfungslinie spricht, dass diese sehr große Ausmaße haben müsste, um die Wassermassen zu fassen. Messungen im Spätherbst 2016 ergaben, dass oberhalb des Wasserfalls 123 m³/s Wasser und am Flusslauf nach dem Wasserfall zugleich noch immer 121 m³/s Wasser flossen. Hieraus ist zu schließen, dass das Wasser, welches am Wasserfall Devil's Kettle in das Strudelloch fließt, wieder in den nachfolgenden Flusslauf zurückfließt. Die hineingeworfenen Gegenstände wurden höchstwahrscheinlich aufgrund der starken Wasserströmung unter Wasser gezogen und mit der Zeit zersetzt.